# Vasile Zottu
Vasile Zottu (Bucarest, 14 novembre 1853 – Bucarest, 12 novembre 1916) è stato un generale rumeno, che fu due volte Capo di stato maggiore generale dell'Esercito Rumeno (31 marzo- 18 novembre 1911, 1 aprile 1914-14 agosto 1916) e diresse le operazioni durante le fasi iniziali della campagna di Romania. Autore del piano di operazioni contro gli Imperi centrali denominato "Ipotesi Z".

## Biografia
Nacque a Bucarest il 14 novembre 1853, figlio di Ion e Polixenia Zottu. Si diplomò alla Scuola militare per ufficiali con il grado di sottotenente il 1 luglio 1875, venendo assegnato come comandante di plotone al 1° Battaglione del genio. All'età di 24 anni prese parte alla guerra d'indipendenza rumena come comandante di un plotone della 3ª Compagnia del genio, favorendo con il suo lavoro il passaggio dell'esercito rumeno attraverso il Danubio, a Corabia, distinguendosi anche nel corso dell'assedio di Pleven. Al termine delle ostilità gli vennero conferite quattro medaglie, tra cui quella "al valore militare" in oro. Promosso tenente l'8 aprile 1878, dopo due anni trascorsi nel 2° Reggimento di linea (1 gennaio 1879-15 novembre 1880), fu trasferito nuovamente al comando di una compagnia appena costituita presso il 2° Battaglione del genio (16 novembre 1880). Divenne capitano il  28 novembre 1880, e dal febbraio dell'anno successivo fu cooptato nel servizio del genio della 2ª Divisione fanteria, ritornando al 1° Battaglione del genio, come comandante di compagnia, nel marzo 1882.
L'importanza data nell'epoca al complesso di forti attorno alla Capitale ("Cittadella di Bucarest") gli diede l'opportunità di partecipare alla realizzazione di questo progetto, e nel periodo aprile 1884-agosto 1885 comandò una compagnia del 1° Reggimento del genio.
Data l'esperienza maturata sul campo assunse la cattedra di insegnante del genio militare presso la Scuola di applicazione di artiglieria e genio, dove lavorò tra il 5 agosto 1884 e il 5 febbraio 1886. 
Tra il febbraio 1886 e l'ottobre 1893 lavorò nel 1° e 2° reggimento del genio, dove
successivamente ricoprì le funzioni di comandante di compagnia e di battaglione.   Divenne  maggiore il 1 aprile 1887 e tenente colonnello il 10 maggio 1891.
Nell'ottobre 1893 fu trasferito come ufficiale ingegnere nel 2° Corpo d'armata e nel gennaio 1895, promosso colonnello il 1 del mese, gli fu affidato il comando del 2° Reggimento del genio. Tra il 1 aprile e il 5 dicembre 1896 fu in servizio presso l'Ispettorato del genio militare
Successivamente svolse la sua attività quale capo della II Sezione del Grande Stato Maggiore Generale (dicembre 1896-marzo 1897), capo del servizio del genio del II Corpo d'armata (1 aprile 1897-1 aprile 1901), in servizio presso l'Amministrazione centrale della guerra (aprile-maggio 1901) e comandante della Scuola di fanteria e cavalleria (maggio 1901-aprile 1904).
Il 15 aprile 1904, promosso generale di brigata, ricevette il comando della 4ª Brigata di fanteria. Il 1 aprile 1907 fu promosso al comando della 5ª Divisione fanteria e il 1 aprile 1909 assunse il comando della 4ª Divisione fanteria. Promosso generale di divisione nel 1911, tra il 31 marzo e il 18 novembre di quell'anno ricoprì l'incarico di Capo di stato maggiore generale dell'Esercito Rumeno, e dal 18 novembre 1911 assunse il comando della Cittadella di Bucarest, un sistema di forti costruiti attorno alla Capitale, a 20 km dal centro, e dotati di cannoni. Tra il 1 aprile 1914 e il 14 agosto 1916 ricoprì l'incarico di Capo di stato maggiore generale dell'Esercito Rumeno.

### Ipotesi Z
Il 28 luglio 1914 scoppiò la prima guerra mondiale l'Austria-Ungheria dichiarò guerra alla Serbia, la Germania entrò in conflitto con la Russia, poi la Francia con la Germania e la Gran Bretagna con la Germania quando quest'ultima invase il Belgio. La Romania scelse di rimanere neutrale fino a quando una parte dell'élite politica sotto la tutela di Ion I. C. Brătianu intui che la Grande Guerra avrebbe ridisegnato la mappa dell'Europa e che si presentava quindi l'opportunità di realizzare l'unione della Transilvania al Paese. A causa dei legami tra la Romania e la Germania,  anche di natura dinastica, dato che Carlo I apparteneva alla famiglia degli Hohenzollern; i politici liberali al governo a Bucarest negoziarono segretamente l'entrata in guerra a fianco dell'Intesa. Durante gli anni di neutralità, i politici e i militari rumeni favorevoli alle Potenze dell'Intesa si prepararono per il giorno in cui l'esercito rumeno avrebbe attraversato i Carpazi per occupare la Transilvania, allora provincia dell'Impero austro-ungarico. La campagna militare doveva essere condotta secondo un piano elaborato da lui e dai suoi collaboratori dello Stato maggiore denominato "Ipotesi Z", molto probabilmente in onore del nome del generale. Secondo questo piano, il grosso dell'esercito rumeno avrebbe dovuto attaccare lungo l'intera linea dei Carpazi e avanzare verso il centro della Transilvania, mentre un piccolo esercito, sostenuto dai russi, avrebbe dovuto difendere il fianco meridionale (la Dobrugia e linea del Danubio) da un possibile attacco tedesco-bulgaro, eseguito sotto il comando del generale von Mackensen. Il 14 agosto 1916 iniziò la mobilitazione generale e il giorno dopo, due settimane prima che iniziasse il conflitto, gli fu affidata la direzione del Grande Quartier Generale con sede a Periș.
Apparentemente era all'apice della carriera, in realtà era un uomo gravemente malato e la guida effettiva delle operazioni era nelle mani del generale Dumitru Iliescu, stretto collaboratore di Ion IC Brătianu. Si suicidò il 12 novembre 1916 nella sua casa di Bucarest, in via N. Golescu n. 1-3.  La salma fu tumulata nel cimitero di Bellu a Bucarest.
Le ragioni del suo suicidio sono controverse. Lo storico generale Radu R. Rosetti descrisse il generale Zottu come "un brav'uomo, con un senso dell'onore molto sviluppato, come dimostrò con il suo suicidio dopo il disastro di Turtucaia".
Un'altra ipotesi è che il generale Zottu si sia suicidato perché sospettato di aver favorito, attraverso alcune delle sue attività, la trasmissione al nemico del "Piano di campagna dell'esercito rumeno", essendo il suo nome inserito nella famosa "lista di Günther", in cui figuravano una serie di personaggi pubblici (oltre 200 nomi) che avevano svolto, dietro compenso, un'attività favorevole alle Potenze centrali. A. Günther era direttore generale della compagnia petrolifera "Steaua Română" e si adoperò per influenzare l'opinione pubblica affinché la Romania non entrasse in guerra a fianco dell'Intesa, rimanesse neutrale in futuro o combattesse a fianco dei tedeschi e degli austro-ungarici.
Il primo ministro Ion IC Brătianu , informato di queste fughe di notizie, mantenne nominalmente il generale Zottu come capo di stato maggiore generale, per non avere problemi con le potenze centrali, ma incaricò un'altra persona, ovvero il generale Dumitru Iliescu, di preparare l'esercito per la guerra. Ion G. Duca, tuttavia, riteneva che "il generale Vasile Zottu fosse chiaramente inadatto a un incarico di così grande responsabilità".

### Annotazioni
1. ↑  La sua nomina avvenne con una decisione controversa: in quella data fu messo in riserva per limiti di età e, lo stesso giorno, fu fu nominato capo del MstM.
2. ↑  Dopo la dichiarazione di neutralità della Romania del 3 agosto 1914, la sua presenza come Capo di stato maggiore generale si rivelò sempre più di protocollo, essendo le sue funzioni trasferite deliberatamente al generale Dumitru Iliescu, vice capo di stato maggiore generale, considerato "l'uomo di fiducia" di Ionel Brătianu.

### Fonti
1. 1 2 3 4 5 6 7 8 9 10 11  Arhiva.
2. ↑  Oroian, Nicolescu, Dumitrescu, Osca, Nicolescu 2001, p.73-74.
3. 1 2 3 4 5 6 7 8 9 10 11 12 13  Avram, Drăghici, Pătraşcu, Rĭşnoveanu 2016, p.222.
4. 1 2 3 4 5 6  Cersipamantromanesc.
5. 1 2  Oroian, Nicolescu, Dumitrescu, Osca, Nicolescu 2001, p.74.
6. ↑  Ministerul de Răsboiu 1905, p.432.
7. ↑  Ministerul de Răsboiu 1910, p.12.
8. ↑  Ministerul de Răsboiu 1914, p.121.
9. 1 2 3 4 5 6 7 8 9 10 11 12 13 14  Avram, Drăghici, Pătraşcu, Rĭşnoveanu 2016, p.223.
10. ↑  Rosetti 1997, p.107.
11. ↑  Duca 1994, p.24.